# گئورگ الکساندر
گئورگ الکساندر (آلمانی: Georg Alexander؛ ‏ ۳ آوریل ۱۸۸۸ – ۳۰ اکتبر ۱۹۴۵) بازیگر، کارگردان و فیلم اهل آلمان بود.
از فیلم‌های او می‌توان به شهر آوازه‌خوانی اشاره کرد.